# Marche du Progrès

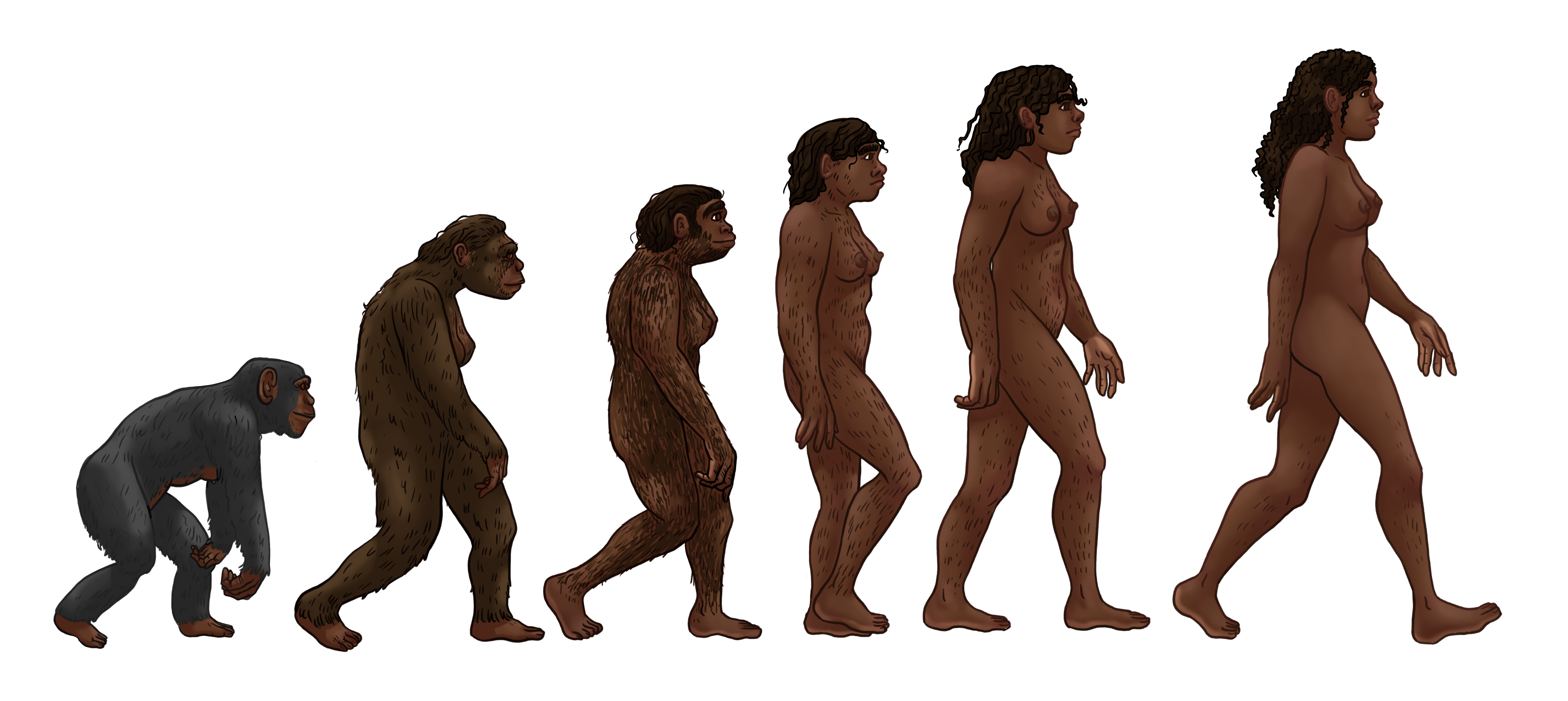
La Marche du Progrès, représentation toujours non scientifique mais remettant en cause l'androcentrisme latent, idéologie intégrée selon laquelle seul l'homme musclé et courageux protégeant la femme fragile et coquette, aurait évolué.

Marche du Progrès (en anglais : March of Progress) est une illustration de vulgarisation représentant l'histoire évolutive des homininés sous la forme d'une file indienne de plusieurs figures de plus en plus humanoïdes en marche de gauche à droite. Conçue par l'artiste Rudolph Zallinger (en) pour un ouvrage de Francis Clark Howell paru en 1965, elle correspond à une vision scaliste anthropocentrique de l'évolution humaine, qui fait obstacle au développement de la connaissance relative à la vision phylogénétique des êtres vivants. Elle est depuis devenue une représentation archétypale de l'évolution et une icône de la culture populaire abondamment détournée. 
Jusque dans les années 1990, la présentation de la lignée humaine via cette image devenue iconique a véhiculé l'implicite finalité de l'évolution. Même si l'on retrouve souvent cette représentation sur les couvertures de livres de vulgarisation ou sur Internet où elle fait l'objet de nombreuses parodies, elle n'est en rien scientifique. Elle est un apriori qui veut que l'évolution soit linéaire allant du plus simple au plus complexe et est désormais infirmée par de nombreuses données archéologiques.  Dans Le mythe du progrès, Stephen Jay Gould met en lumière l'idée reçue qui entoure cette représentation. La complexité de l'homme est rare par rapport à la globalité de la vie dans laquelle les structures restent simple. Le progrès n'est pas la finalité de la vie ou même une fatalité.  